# جنوب كوتاباتو
جنوب كوتاباتو هي مقاطعة في الفلبين، تتبع Soccsksargen ‏، بلغ عدد سكانها 827٬200 نسمة، في 2010، عاصمتها كورونادال، تبلغ مساحتها 3٬935٫95 كيلومتر مربع، رمزها البريدي هو 9500–9513.

## الموقع
تقع جنوب كوتاباتو في جنوب جزيرة مينداناو، وتحدها من الشمال مقاطعة سلطان قادرات، ومن الشرق سارانغاني، ومن الجنوب جنرال سانتوس وخليج سارانغاني، ومن الغرب ماغوينداناو ديل سور.

## السياحة
تُعد جنوب كوتاباتو من الوجهات السياحية الصاعدة في جنوب الفلبين، حيث تجمع بين الطبيعة الخلابة والثقافة المحلية الغنية، من أبرز معالمها بحيرة سيبو، التي تحيط بها الغابات والمرتفعات وتعرف بثقافة شعب تي'بول. تضم المنطقة أيضًا شلالات ساحرة مثل الشلالات السبعة، بالإضافة إلى مزارع الأناناس، والكهوف، والمواقع الجبلية التي تجذب عشاق الطبيعة والمغامرات.
كما تمثل السياحة الثقافية جانبًا مهمًا، من خلال الحرف اليدوية، والمهرجانات التقليدية، والمأكولات المحلية.

## التقسيمات الإدارية
- Polomolok [الإنجليزية]‏
- Tupi, South Cotabato [الإنجليزية]‏
- كورونادال
- Banga, South Cotabato [الإنجليزية]‏
- Lake Sebu (municipality) [الإنجليزية]‏
- Norala [الإنجليزية]‏
- Santo Niño, South Cotabato [الإنجليزية]‏
- Surallah [الإنجليزية]‏
- T'Boli, South Cotabato [الإنجليزية]‏
- Tampakan [الإنجليزية]‏
- Tantangan [الإنجليزية]‏.